# فيقوع أجرد
فيقوع أجرد (الاسم العلمي: Tolpis glabrescens) هو نوع من النباتات يتبع جنس الفيقوع من الفصيلة النجمية.